# Hakim Borahsasar
Hakim Borahsasar (Edegem, 14 januari 1995) is een Belgisch voetballer die bij voorkeur als aanvaller speelt. Hij debuteerde in 2015 in het betaald voetbal in het shirt van NAC Breda.

## Carrière
Borahsasar verruilde in de winter van het seizoen 2014/15 de jeugdopleiding van Club Brugge voor het eerste team van NAC Breda. Hier tekende hij een contract tot medio 2017. Hij debuteerde op 4 februari 2015 in het eerste elftal van NAC, tijdens een competitiewedstrijd tegen PSV. Begin september 2016 werd zijn contract ontbonden.
Begin november 2016 sloot hij aan bij KSV Oudenaarde dat uitkomt in de Eerste klasse amateurs.
Eind Augustus 2017 tekende hij een contract bij SC City Pirates Antwerpen dat in het seizoen 17/18 uitkomt in de tweede amateur Liga. 
Borahsasar ging in 2018 naar Tempo Overijse.

### Carrièrestatistieken
| Seizoen                          | Club                      | Land            | Competitie             | Competitie | Competitie | Beker | Beker | Internationaal | Internationaal | Overig | Overig | Totaal | Totaal |
| Seizoen                          | Club                      | Land            | Competitie             | Wed.       | Dlp.       | Wed.  | Dlp.  | Wed.           | Dlp.           | Wed.   | Dlp.   | Wed.   | Dlp.   |
| -------------------------------- | ------------------------- | --------------- | ---------------------- | ---------- | ---------- | ----- | ----- | -------------- | -------------- | ------ | ------ | ------ | ------ |
| 2014/15                          | NAC Breda                 | Nederland       | Eredivisie             | 7          | 0          | 0     | 0     | 0              | 0              | 2      | 0      | 9      | 0      |
| 2015/16                          | NAC Breda                 | Nederland       | Eerste divisie         | 4          | 0          | 0     | 0     | 0              | 0              | 0      | 0      | 4      | 0      |
| 2016/17                          | KSV Oudenaarde            | België          | Eerste klasse amateurs | 10         | 2          | 0     | 0     | 0              | 0              | 0      | 0      | 10     | 2      |
| 2017/18                          | SC City Pirates Antwerpen | België          | Tweede klasse amateurs | 24         | 6          | 0     | 0     | 0              | 0              | 0      | 0      | 24     | 6      |
| 2018/19                          | Tempo Overijse            | België          | Tweede klasse amateurs | 28         | 9          | 1     | 3     | 0              | 0              | 0      | 0      | 29     | 12     |
| 2019/20                          | Tempo Overijse            | België          | Derde klasse amateurs  | 21         | 5          | 1     | 3     | 0              | 0              | 0      | 0      | 22     | 8      |
| 2020/21                          | ASV Geel                  | België          | Eerste provinciale     | 3          | 0          | 0     | 0     | 0              | 0              | 0      | 0      | 3      | 0      |
| 2021/22                          | Ternesse VV Wommelgem     | België          | Eerste provinciale     | 27         | 17         | 1     | 1     | -              | -              | 0      | 0      | 28     | 18     |
| 2022/23                          | KFC Sint-Lenaarts         | België          | Derde afdeling         | 25         | 6          | 3     | 4     | -              | -              | 0      | 0      | 28     | 10     |
| 2023/24                          | KFC Sint-Lenaarts         | België          | Derde afdeling         | 1          | 0          | 5     | 5     | -              | -              | 0      | 0      | 6      | 5      |
| Carrière totaal                  | Carrière totaal           | Carrière totaal | Carrière totaal        | 150        | 45         | 11    | 16    | 0              | 0              | 2      | 0      | 163    | 61     |
| Bijgewerkt tot 13 september 2023 |                           |                 |                        |            |            |       |       |                |                |        |        |        |        |